# 林太郎 (機械工学者)
林 太郎（はやし たろう、1909年7月28日 - 2000年9月17日）は、日本の機械工学者。大阪工業大学名誉教授。工学博士（東京大学）。大阪工業大学機械工学科同窓会初代会長。空気調和・衛生工学会近畿支部元支部長。
専門は、流体機械・流体工学・熱工学、数理科学。

## 略歴
東京大学大学院数物系研究科（のちの工学系研究科）にて工学博士。大阪工業大学工学部機械工学科助教授として着任。機械工学教室および「熱工学・流体工学研究室」を担当し、1961年同学科教授。マサチューセッツ工科大学に留学（その間、増尾竜一・大田了介が代講）。1979年から1982年まで空気調和・衛生工学会（通称：空調学会）近畿支部支部長など歴任。1968年大阪工業大学機械工学科同窓会初代会長に就任。1985年大阪工業大学名誉教授。
大阪工業大学工学部機械工学科にて約25年の長きに渡り教鞭を執り、大学初期の流体機械・流体工学・熱工学研究の発展・育成に貢献した。
主な所属学会は、日本機械学会、衛生工業協会、空気調和・衛生工学会など。

## 主な研究
- 空気洗浄器の基礎的研究[7]
- 直交流型熱交換器の性能について[8]
- 空気温度によるダクト内の圧力損失の変化について[9]
- 矩形ダクト内のダンパーによって制限される流れについて[10]
- 長方形断面を有する曲り流路内の流動特性 - 二次流れの可視化：三洋電機（現：パナソニック）との共同研究[11]